# 風見トーリ
風見 トーリ（かざみ トーリ）は日本の男性声優。主にアダルトゲームに声をあてている。

## 出演作品

### アダルトゲーム
2010年
- げきたま! 〜青陵学園演劇部〜（黒子1）
- 三極姫〜乱世、天下三分の計〜（李儒）
- JINKI EXTEND Re:VISION（カリス）

2011年
- アネカノ -お姉ちゃんとえっちであまーいヒミツの関係-（友達B）
- 戦極姫3〜天下を切り裂く光と影〜（後藤又兵衛、十河一存）
- フローライトメモリーズ〜いつかきっと、約束の場所で〜（名護智史）
- 闇夜に踊れ -Witch wishes to commit the Night-（碓田統吾）

2012年
- 俺の彼女のウラオモテ（伊達行人）
- 姦白宣言（如月達弘）
- 決戦!乙女たちの戦場3〜電撃作戦!戦果はエースの名のもとに〜（新堂啓太）
- 三極姫2〜天地大乱・乱世に煌く新たな覇龍〜（李儒）
- 団地妻となう。（滝井羅威斗）
- ヒメゴト・マスカレイド 〜お嬢様たちの戯れ〜（瀬戸淳也）
- HOTOTOGISU －滅せぬもののあるべきか－（如月達弘）
- Re:birth colony -Lost azurite-

2013年
- UNDEROID（鈴木コウスケ）
- 義妹だからできること、妹じゃないとダメなこと。（辻本武）

2014年
- あの晴れわたる空より高く（導木大地）
- 鏡の国のお姫様が学園生活と恋を始めました（アンバー・カリス）
- 彼女が俺にくれたもの。俺が彼女にあげるもの。 〜KISS My Darling: めちゃ婚 case3〜（キャベッジ・ル・アンゴラ）
- 恋する少女と想いのキセキ 〜Poupee de souhaits〜（新宮和馬）
- 空飛ぶ羊と真夏の花 -When girls wish upon a star.-
- 夏恋ハイプレッシャー
- ねこまっしぐら 〜ねこみみカフェにようこそ〜
- パサージュ! passage of life.
- 漫喫ハプニング（砂原 良雄）

2015年
- Evenicle -イブニクル-（ルイン）
- 巨乳ファンタジー3（ホルテンシオ）
- こころリスタ!（アルバーロ・ハポン・ウレニャ）
- 三極姫4 〜天下繚乱 天命の恋絵巻〜
- 戦極姫6 〜天下覚醒、新月の煌き〜（北条幻庵、十河一存、一条房基）
- トラベリングスターズ -Traveling Stars-（男子学生C）

2016年
- サクラノモリ†ドリーマーズ（会沢勝之[1]）
- 珊海王の円環（レラージェ[2]）